# Melchham
Melchham (trl. Melchām, trb. Melćham) – gaun wikas samiti w zachodniej części Nepalu w strefie Karnali w dystrykcie Humla. Według nepalskiego spisu powszechnego z 2011 roku liczył on 163 gospodarstwa domowe i 925 mieszkańców (473 kobiety i 452 mężczyzn).